# Hugues Panassié
Pour les articles homonymes, voir Panassié.
Hugues Panassié (Paris, 27 février 1912 - Montauban, 8 décembre 1974) est un critique et producteur de jazz français. Il était un admirateur des premières formes du jazz, le style « hot », tel que joué par Louis Armstrong dans les années 1930 et tous les musiciens et chanteurs des années 1920, 30 et 40. S'il a largement contribué à la documentation concernant les premières heures du jazz, ses idées sont cependant controversées. Son traditionalisme l'a ainsi poussé à considérer le bebop comme une forme de musique distincte du jazz, le rejetant avec vigueur comme une musique « non authentique », suscitant de nombreuses controverses et une scission du Hot Club de France.

## Biographie
Hugues Panassié est né le 27 février 1912dans le 8e arrondissement de Paris dans une famille de la grande bourgeoisie de la droite catholique. Ses premiers maîtres à penser furent Jacques Maritain et Léon Bloy,.  Frappé par la poliomyélite à quatorze ans, il dû renoncer à pratiquer des activités sportives, il se tourne alors vers le saxophone et découvre le jazz à la fin des années 1920. Il passera le reste de sa vie à faire connaître cette musique en fondant en 1932 le Hot Club de France, qu'il présidera jusqu'à sa mort en 1974 à Montauban.
En 1935, il participe avec Charles Delaunay à la création de Jazz Hot, l'une des premières revues de jazz. Sur invitation du montalbanais Georges Herment, il s'installe en 1941 à Montauban, au 65 faubourg du Moustier, où il reçoit de nombreux jazzmen.
En plus d'être un fervent représentant du jazz Dixieland et un critique sévère des musiciens de jazz qui s'en sont éloignés, Panassié appartenait à l'Action française et écrivait une chronique de jazz pour le périodique maurrassien L'Insurgé,.

Pendant la Seconde Guerre mondiale, il utilise les disques de jazz et leur diffusion comme un défi à la censure et à l'autorité nazie qui occupe la France. Son ami Mezz Mezzrow raconte une de ses performances dans son autobiographie Really the Blues (La Rage de vivre) :
«  Il présenta un disque [à la censure nazie] étiqueté La Tristesse de Saint-Louis, et Hugues leur expliqua patiemment que c'était une chanson triste traditionnelle française parlant du pauvre et malheureux Louis IX. Ce que le cerbère de la culture ne savait pas, c'est que sous cette étiquette se cachait l'étiquette originale Victor Records, avec Louis Armstrong comme artiste et le vrai nom du morceau St. Louis Blues.  »
Selon l'historien Gérard Régnier, cette anecdote est totalement imaginaire.
En 1949, il quitte Jazz Hot pour relancer La Revue du jazz ; il en prend la direction.
Panassié a financé ou produit de nombreux enregistrements d'artistes comme Sidney Bechet, Mezz Mezzrow et Tommy Ladnier.
Il a également fortement contribué à la réalisation du film L'Aventure du jazz par son fils Louis Panassié sur la période 1969-1972.
La collection d'enregistrements (rouleaux de cire, 78 tours et vinyles) et de documents (journaux, livres, correspondances) sur le jazz de Hugues Panassié a été rachetée dans les années 1980 par la commune de Villefranche de Rouergue qui a constitué autour d'elle une médiathèque jazz enrichie par d'autres dons, legs et achats. 8 CD ont été publiés et la numérisation des archives sonores de Hugues Panassié se poursuit.
Il est inhumé au cimetière de Montauban.

## Controverses
Les prises de position traditionalistes de Panassié ont conduit à une bataille célèbre entre un courant conservateur emmené par Panassié (les « figues moisies » pour la partie adverse), et un courant moderniste dont font partie entre autres Boris Vian (parmi les nombreux sobriquets dont l'affuble d'ailleurs Boris Vian dans ses chroniques, on peut relever Gugusse, Hugues-le-Père, Panapapassié, Panaploum, "Panne-à-scier", Pape, Papenassier, Papasse, Papane, Panne d'Acier, Sa sainteté, etc.), Charles Delaunay et André Hodeir (les « raisins aigres » pour leurs contradicteurs). L'un des grands moments de cette bataille sera le concert de Dizzy Gillespie à Pleyel en février 1948.
Pour Panassié, le bebop n'était pas du jazz et tournait le dos aux caractéristiques de la musique noire (Il s'appuyait pour cela sur une interview de  Charlie Parker, principal créateur du bebop, interview dans laquelle ce dernier déclarait que le bebop n'était pas du jazz. Argument réfuté par les partisans du bebop, selon lesquels Parker voulait simplement souligner la nouveauté de la musique qu'il avait contribué à créer). La définition qu'il donne de Miles Davis dans son Dictionnaire du Jazz est à cet égard parlante : « Trompette né à Alton, Illinois, en 1926, qui a délibérément tourné le dos à la tradition musicale de sa race et qu’on peut citer en modèle de l’anti-jazz ». Il dénie également à Thelonious Monk la qualification de pianiste.
Cette vision des choses se retrouve dans un article de 1960 sur Ornette Coleman, à propos duquel Panassié écrit qu'« il joue médiocrement de son instrument, il a une sonorité dix fois plus laide que celle de Charlie Parker et, se moquant délibérément de ses auditeurs, il improvise au hasard, sans thème, sans s'astreindre à suivre le moindre tremplin, de telle sorte qu'on a l'impression que sa partie et celle du contrebassiste ont été enregistrées séparément puis réunies dans le même disque au petit bonheur. Et on persiste à appeler ça du jazz! ».
Quatorze ans plus tard, il qualifie de « traîtres à la cause de la vraie musique noire (qu'ils prétendent soutenir) » les « Miles Davis, Archie Shepp, Pharoah Sanders (...) et autres progressistes ».
Certains auteurs considèrent que Panassié a construit « un système d’opposition Noirs/Blancs qui entend suggérer la supériorité des premiers sur les seconds mais reproduit en fait les stéréotypes racistes les plus conventionnels, ». Panassié est cependant loin d'être le seul à penser que le jazz et le bop sont des langages différents, et l'on se demande pourquoi donner à la déclaration de Parker un sens caché .
Mais plus encore qu'à l'encontre des musiciens, sa violence verbale s'exerce surtout à l'encontre des critiques de jazz « progressistes », dont il fustige dans le Bulletin du Hot Club de France l'« ignorance crasse », l'« épaisse incompétence » et la « bêtise triomphante ». Il ne répugne pas aux attaques ad hominem, qualifiant par exemple un critique de « répugnant glavioteux », un autre de « redoutable imbécile » et d'« âne bâté de la plume ».
Dans le film L'Aventure du jazz, plusieurs jazzmen éminents rendent toutefois hommage à Hugues Panassié pour son action en faveur des jazzmen noirs.

## Publications
- L'Initiation à la musique à l'usage des amateurs de musique et de radio, comportant un précis d'histoire de la musique, un dictionnaire des œuvres, un lexique des termes et des chapitres variés dus à Maurice Emmanuel, Reynaldo Hahn, Bernard Champigneulle, Paul Landormy, Georges Chepfer, Émile Vuillermoz, Hugues Panassié et Maurice Yvain, Éditions du Tambourinaire (sous la direction de Roger Wild), Paris, 1935 (1re édition, puis 1940 et 1949).
- Le Jazz Hot, Éditions Corrêa 1934, avec des dessins de Roger Chastel (Charles Delaunay) ; édition américaine : Hot Jazz: the Guide to Swing Music, Éditions Witmark & Sons, 1936.
- La Véritable Musique de jazz, États-Unis, 1942 ; Paris, Robert Laffont,1946.
- Les rois du jazz, Genève, Éditions Grasset, 1944.
- La Musique de jazz, Éditions Corrêa, Paris, 1945.
- Douze années de jazz (1927-1938), Paris, Corrêa,1946.
- Le Rugby. Règles et technique du jeu, préface de Joseph Desclaux, Les presses rapides, 1946.
- Cinq mois à New York, Éditions Corrêa, Paris, 1947.
- Discographie critique des meilleurs disques de jazz, Éditions Robert Laffont, 1958, 621 p.
- Jazz Panorama, Éditions Deux-Rives, 1950.
- Petit guide pour une discothèque de Jazz, Paris, Robert Laffont, 1955.
- Histoire du vrai jazz, Paris, Éditions Robert Laffont, Paris, 1959.
- La Bataille du jazz, Paris, Éditions Albin Michel, 1965.
- Louis Armstrong, Paris, Nouvelles Editions Latines, 1969.
- Dictionnaire du jazz, Paris, Albin Michel, 1971, réédition 1980.
- Monsieur Jazz. Entretiens avec Pierre Casalta, Paris, Stock, 1975.